# Palol de Revardit
Palol de Revardit è un comune spagnolo situato nella comunità autonoma della Catalogna.